# Галушко Марія Семенівна
Марія Семенівна Галушко (5 жовтня 1937, с. Ташки, Хмельницька область — 21 листопада 2024) — українська майстриня художньої кераміки. Членкиня Національної спілки художників України (1983). Лавреатка премії імені Катерини Білокур.

## Життєпис
Марія Галушко народилася 5 жовтня 1937 року в селі Ташках, нині Улашанівської громади Шепетівського району Хмельницької области України.
Здобула початкову освіту на Хмельниччині.
Померла 21 листопада 2024 року.

## Творчість
Від 1969 — учасниця виставок. Персональні — у Києві. У листопаді 2024 року в Національному заповіднику «Софія Київська» було відкрито виставку «Дві Марії», яку присвятили творчості двох художниць наївного мистецтва — Марії Примаченко та Марії Галушко.
У роботах Галушко є образи та символи народної творчості, які захоплюють неповторністю та яскравою оригінальністю в інтерпретації народних мотивів. В анімалістичній пластиці мисткиня використовує традиції українського народного фігурного посуду. 1984 року ім'я Марії Галушко увійшло до «Всесвітньої енциклопедії художнього наїву».
Твори зберігаються у фондах Музею народної архітектури та побуту України, Канівського музею народного мистецтва, Чернігівського та Сумського обласних художніх музеїв, Караґандинського музею образотворчого мистецтва (Казахстан).
Основні роботи: «Троїсті музики» (1968), «Казковий звір», «Наречена і наречений», «Пан чорт на весіллі», «Баран», «Рись», «Мати з хлібом» (усі — 1970), «Коровайниці» (1971), «Отара» (1972), «Ведмідь-ласун» (1980), «Вівцелев» (1982), «Жінка з поросям» (1985), «Замріяний олень» (1988), «Нічний звір», «Весілля з приданим», «Хлопчик із дудкою» (усі — 1989), «Де наша трава?» (1990), «Веснянки» (1991–94), «Музики» (1993), «На зелений луг» (1995), «Козлик Данилко» (1996), «Олень» (2000); декоративні скульптури — «Звір у квітах» (1978), «Закохані» (1979); серія «Свято» (2000).

## Нагороди
- бронзова медаль ВДНГ (1983).